# Episothalma indeterminata
Episothalma indeterminata är en fjärilsart som beskrevs av Walker 1869. Episothalma indeterminata ingår i släktet Episothalma och familjen mätare. Inga underarter finns listade i Catalogue of Life.